# Machtum
Machtum (en luxemburguès: Meechtem; en alemany: Ehnen) és una vila de la comuna de Wormeldange, situada al districte de Grevenmacher del cantó de Grevenmacher. Està a uns 23 km de distància de la ciutat de Luxemburg.

## Persones notables
- Jean Mich, escultor.